# Naruto Filmul: Închisoarea de Sânge
Naruto Filmul: Închisoarea de Sânge al seriei anime Naruto: Shippuden se bazează pe seria manga Naruto de Masashi Kishimoto. Naruto Filmul: Închisoarea de Sânge din Naruto: Shippuden, serie de anime, este regizat de Masahiko Murata și produs de Studioul Pierrot și TV Tokyo și a avut premiera pe data de 27 iulie 2011 la cinema în Japonia.

## Povestea
După ce a fost capturat pentru încercarea de asasinare a liderului Satului Noroiului, Raikage, și uciderea unor Jounini din Satul Ceții și Satul Pâmântului, Naruto Uzumaki este închis în Houzukijou, o instalație de izolare penală, de asemenea, cunoscută sub numele de Închisoarea de Sânge. Stăpânul închisorii, Mui, folosește jutsul final de închisoare pentru a fura puterea prizonierilor. În acest loc, ceva țintește viața lui Naruto Uzumaki. Lupta pentru a-și dovedi nevinovăția lui și a descoperi adevărul a început.